# Велярний абруптив
Велярний абруптив — тип приголосного звука, що існує в деяких людських мовах. Символ Міжнародного фонетичного алфавіту для цього звука — kʼ, а відповідний символ X-SAMPA — k_>.